# Palmarès del Football Club des Girondins de Bordeaux
Il Football Club des Girondins de Bordeaux, noto più semplicemente come Bordeaux, è una società calcistica francese con sede nella città di Bordeaux.
Nella sua storia il Bordeaux ha vinto il campionato francese per sei volte (1949-1950, 1983-1984, 1984-1985, 1986-1987, 1998-1999 e 2008-2009) e molto spesso ha preso parte alle coppe europee. In questo ambito il suo risultato migliore è stata la vittoria della Coppa Intertoto nel 1995 e la conseguente qualificazione alla Coppa UEFA, competizione nella quale ha poi raggiunto la finale (persa per 1-5 complessivo contro il Bayern Monaco). È stata l'unica squadra ad aver disputato la finale di Coppa UEFA partendo dalla Coppa Intertoto (torneo abolito dalla UEFA dopo l'ultima edizione del 2008).

## Competizioni nazionali
- Campionato francese: 6

1949-1950, 1983-1984, 1984-1985, 1986-1987, 1998-1999, 2008-2009
- Coppa di Francia: 4

1940-1941, 1985-1986, 1986-1987, 2012-2013
- Coppa di Lega francese: 3

2001-2002, 2006-2007, 2008-2009
- Supercoppa francese: 3

1986, 2008, 2009
- Campionato francese di seconda divisione: 1

1991-1992 (girone B)
- Championnat National: 3

1936-1937, 1943-1944, 1952-1953

## Competizioni internazionali
- Coppa Intertoto UEFA: 1  (record francese a pari merito con Strasburgo, Guingamp, Auxerre, Bastia, Lione, Montpellier, Paris Saint-Germain, Troyes, Lilla, Marsiglia e  Lens)

1995
- Coppa delle Alpi: 1

1980

## Competizioni giovanili
- Coppa Gambardella: 2

1976, 2013
- Championnat National U19: 3

1997-1998, 1998-1999, 2016-2017

## Altri piazzamenti
- Campionato francese:

Secondo posto: 1951-1952, 1964-1965, 1965-1966, 1968-1969, 1982-1983, 1987-1988, 1989-1990, 2005-2006, 2007-2008
Terzo posto: 1952-1953, 1953-1954, 1980-1981, 1985-1986
- Coppa di Francia:

Finalista: 1942-1943, 1950-1951, 1954-1955, 1963-1964, 1967-1968, 1968-1969
Semifinalista: 1946-1947, 1956-1957, 1960-1961, 1999-2000, 2002-2003
- Coppa di Lega francese:

Finalista: 1996-1997, 1997-1998, 2009-2010
Semifinalista: 2015-2016, 2016-2017, 2018-2019
- Supercoppa francese:

Finalista: 1968, 1985, 1999, 2013
- Coppa Charles Drago:

Finalista: 1965
- Campionato francese di seconda divisione:

Secondo posto: 1948-1949
Terzo posto: 1961-1962, 2022-2023
- Coppa dei Campioni:

Semifinalista: 1984-1985
- Coppa delle Coppe:

Semifinalista: 1986-1987
- Coppa UEFA:

Finalista: 1995-1996
- Coppa Latina:

Finalista: 1950
- Coppa delle Alpi:

Finalista: 1972